# Симонди, Бернар
Бернар Симонди (фр. Bernard Simondi; род. 28 июля 1953, Тулон) — французский футболист и тренер итальянского происхождения.

## Биография
В качестве футболиста выступал на позиции защитника. Провёл несколько сезонов в Лиге 1, там Симонди играл за «Лаваль», «Тур» и «Сент-Этьен». Всего на его счету в элите 188 матчей и два гола.
После завершения карьеры занялся тренерской деятельностью. В разное время Симонди возглавлял сборные Гвинеи и Буркина-Фасо, а также ряд африканских и ближневосточных клубов. В 2016 году являлся одним из кандидатов на пост наставника сборной Гвинеи, с которой специалист уже работал ранее.

## Достижения
- Победитель Арабской лиги чемпионов (1): 2008.
- Финалист Лиги чемпионов КАФ (1): 2004.